# Botryorhiza hippocrateae
Botryorhiza hippocrateae — вид грибів, що належить до монотипового роду Botryorhiza з родини Chaconiaceae. Назва вперше опублікована 1917 року.

## Поширення
Поширений переважно в Пуерто-Рико. Зафіксований також в Домініканській Республіці і на Кубі.